# Новая Буда (Глинковский район)
Но́вая Бу́да— деревня  в  Смоленской области России,  в Глинковском районе. Население — 24 жителя (2007 год) . Расположена в центральной части области  в 1 км к югу от села Глинка.
Входит в состав  Глинковского сельского поселения.

## История
Название произошло от слова Буда - в прошлом предприятие по производству поташа, расположенное в лесу.

## Экономика
Фермерские хозяйства "Журавушка", «Родник» .